# Liste des plus hauts bâtiments de Nancy
Cette liste mentionne les dix plus hauts bâtiments de la ville française de Nancy. Ces édifices se concentrent principalement dans le quartier de la gare de Nancy. 
| Place | Nom                        | Année | Utilisation      | Hauteur (m)           | Étages |
| ----- | -------------------------- | ----- | ---------------- | --------------------- | ------ |
| 1     | Tour Thiers                | 1975  | Hôtel et bureaux | 90/104 (avec antenne) | 28     |
| 2     | Tour Joffre Saint-Thiébaut | 1963  | Logements        | 80                    | 24     |
| 3     | Tour de l'Étoile           | 1960  | Logements        | 69                    | 22     |
| 4     | Tour Saint-Sébastien I     | 1974  | Logements        | 60                    | 18     |
| 5     | Tour Saint-Sébastien II    | 1974  | Logements        | 60                    | 18     |
| 6     | Tour Saint-Sébastien III   | 1974  | Logements        | 60                    | 18     |
| 7     | Tour Saint-Sébastien IV    | 1974  | Logements        | 60                    | 18     |
| 8     | Tilleul Argenté            | 1961  | Logements        | 57                    | 16     |
| 9     | Tour Kennedy               | 1970  | Logements        | 54                    | 18     |
| 10    | Le Trident                 | 1978  | Logements        | 53                    | 19     |